# برايان كين
برايان كين (بالإنجليزية: Brian Caine)‏ هو لاعب كرة قدم بريطاني، ولد في 20 يونيو 1936 في Nelson, Lancashire ‏ في المملكة المتحدة. لعب مع كوفنتري سيتي ونادي بارو ونادي بلاكبول ونادي كامبريدج ستي ونادي نورثامبتون تاون.